# Ftalato 4,5-diossigenasi
La ftalato 4,5-diossigenasi è un enzima appartenente alla classe delle ossidoreduttasi, che catalizza la seguente reazione:
ftalato + NADH + H+ + O2 ⇄ cis-4,5-diidrossicicloesa-1(6),2-diene-1,2-dicarbossilato + NAD+
L'enzima è un sistema, contenente una reduttasi che una flavoproteina (FMN) ferro-zolfo, una ossigenasi ferro-zolfo, e nessuna ferredossina indipendente; richiede Fe2+.